# Polycera hedgpethi
Polycera hedgpethi is een slakkensoort uit de familie van de Polyceridae. De wetenschappelijke naam van de soort is voor het eerst geldig gepubliceerd in 1964 door Er. Marcus.